# Старухино (Псковская область)
Старухино — деревня в Ядровской волости Псковского района Псковской области.
Расположена берегу реки Дубина, в 10 км к юго-востоку от южной границы Пскова и деревни Черёха.

## Население
| 2001 | 2002 | 2010 |
| ---- | ---- | ---- |
| 11   | ↗14  | ↘11  |

## История
Законом Псковской области от 29 декабря 2014 года из состава волости была исключена упразднённая деревня Шарино, которая была включена в состав д. Старухино.